# John Herdman
John Herdman (Consett, 19 juli 1975) is een Engels voetbaltrainer. In december 2024 nam hij ontslag als trainer van Toronto.

## Trainerscarrière
Herdman begon jong als trainer en werkte in de opleiding van Sunderland, alvorens hij in 2001 verhuisde naar Nieuw-Zeeland. Hier was hij een onderdeel van het nationale opleidingsprogramma voor trainers en na een tijd als directeur voetbalontwikkeling stelde de bond hem in 2006 aan als bondscoach van het Nieuw-Zeelands vrouwenvoetbalelftal. Met dit team speelde hij op het vrouwen-WK 2007 en het vrouwen-WK 2011.
In september 2011 werd de Engelsman aangesteld als coach van de Canadese vrouwen. Zesenhalf jaar later werd hij gepromoveerd naar bondscoach van het Canadees voetbalelftal. Daarnaast stelde de bond hem ook aan als nationaal voetbaldirecteur, verantwoordelijk voor alle vertegenwoordigende voetbalteams vanaf de onder-14.
Op 27 maart 2022 werd met 4–0 gewonnen van Jamaica, waarmee Canada zich plaatste voor het WK 2022 in Qatar. Dit was de eerste WK-kwalificatie in zesendertig jaar voor het land. Hiermee werd Herdman de eerste coach die zowel bij de vrouwen als de mannen zich voor een WK weet te plaatsen. Tijdens het WK werd Canada in de groepsfase uitgeschakeld door België en de latere nummers drie en vier Kroatië en Marokko.
Na het WK maakte Herdman zich met Canada op voor de finaleronde van de Nations League 2022/23. In de finale waren de Verenigde Staten met 0–2 te sterk. Diezelfde maand begon de Gold Cup 2023. Op dit toernooi haalde Canada de kwartfinales, waarin de Verenigde Staten na strafschoppen te sterk waren. Eind augustus 2023 maakte Herdman bekend per 1 oktober aan de slag te gaan als hoofdtrainer van Toronto FC, uitkomend in de Major League Soccer. Hij besloot eind november 2024 ontslag te nemen.

## Erelijst
| Pan-Amerikaanse Spelen | 1 | 2011 |